# Порядневщина
Порядневщина — деревня в Кичменгско-Городецком районе Вологодской области.
Входит в состав Енангского сельского поселения (с 1 января 2006 года по 1 апреля 2013 года входила в Верхнеентальское сельское поселение), с точки зрения административно-территориального деления — в Верхнеентальский сельсовет.
Расстояние до районного центра Кичменгского Городка по автодороге составляет 78 км.
Население по данным переписи 2002 года — 48 человек (26 мужчин, 22 женщины). Всё население — русские.